# Spilotes pullatus
La serpiente tigre (Spilotes pullatus) es una especie de serpiente de la familia Colubridae. Es conocida también como  serpiente voladora, tigra cazadora, chichicúa, o toche. Es una serpiente grande que alcanza hasta los 3 metros de longitud. Su hábitat cubre desde el sur de América Central hasta el norte de América del Sur y Trinidad y Tobago llegando a encontrarse en el norte de Argentina. Es una serpiente de hábitos arbóreos que gusta de habitar en zonas boscosas. 
Su mordedura no es venenosa y se alimenta de una amplia variedad de presas, incluyendo pequeños mamíferos, aves y lagartos. Por su apoyo en el control de plagas es beneficiosa para el ser humano y no representa amenaza directa.

## Subespecies
- S. p. anomalepis Bocourt, 1888
- S. p. argusiformis Amaral, 1929
- S. p. maculatus Amaral, 1929
- S. p. mexicanus (Laurenti, 1768)
- S. p. pullatus (Linnaeus, 1758)

## Mitos y leyendas
Desde siempre el humano, ha sentido la necesidad de buscar explicaciones para algunos fenómenos. Algunas de estas explicaciones pueden carecer de sustento histórico o científico. La transmisión cultural de estas explicaciones se pasan de una generación a la siguiente, generando mitos y leyendas que han jugado un papel importante en la formación de los imaginarios de todas las civilizaciones.
En el caso de la serpiente Spilotes pullatus, es normal escuchar que puede volar, quizás por sus hábitos arbóreos y su agilidad de pasar a gran velocidad de una rama a la otra, o de un árbol a otro. Sin embargo a pesar de haber generado esta creencia la Spilotes pullatus no es voladora. Incluso National Geographics en su artículo: Serpiente Voladoras publicado en febrero de 2022, sugiere por error que Spilotes pullatus también forma parte del grupo de las serpientes voladoras, sin embargo más abajo en el mismo artículo Natgeo reconoce que solo hay 5 especies de serpientes con esta habilidad. 
Estas especies pertenecen al género: Chrysopelea y habitan en el sur y sudeste asiático, son animales que aprendieron a expandir sus arcos costales y adaptar la forma de su cuerpo para atrapar el aire en caída libre, planear y contorsionarse para aprovechar las corrientes de aire.
5 especies del género Chrysopelea:
- Chrysopelea ornata (Shaw, 1802)
- Chrysopelea paradisi (Boie, 1827)
- Chrysopelea pelias (Linnaeus, 1758)
- Chrysopelea rhodopleuron (Boie, 1827)
- Chrysopelea taprobanica (Smith, 1943)

No hay serpientes voladoras o más bien deberíamos decir "planeadoras", en el continente americano. 
Mitos y Leyendas de las Serpientes es una contribución de la ONG Fundación Vivarium fundacionvivarium.org déjanos saber tus comentarios o los mitos que has escuchado en relación con las serpientes.